# سچا رکا
سچا رکا (به صربی: Seča Reka) یک منطقهٔ مسکونی در صربستان است که در کوسیریچ واقع شده‌است. سچا رکا ۸۵۳ نفر جمعیت دارد.